# فانكلف (كنتاكي)
فانكلف (بالإنجليزية: Vancleve, Kentucky)‏ هي منطقة سكنية تقع في الولايات المتحدة في مقاطعة بريتهيت، كنتاكي.  يقدر عدد سكانها   وترتفع عن سطح البحر 218.85 متر.